# Zethus bolivarensis
Zethus bolivarensis är en stekelart som beskrevs av Stange 1997. Zethus bolivarensis ingår i släktet Zethus och familjen Eumenidae. Inga underarter finns listade i Catalogue of Life.